# Lista de estabelecimentos de ensino na Região Autónoma da Madeira
Esta é uma lista dos estabelecimentos de ensino na Região Autónoma da Madeira (Portugal) por município e freguesia.

## Município da Calheta

### Arco da Calheta
- Escola Básica do 1.º Ciclo com Pré-Escolar e Creche da Ladeira e Lamaceiros
- Escola Básica do 1.º Ciclo com Pré-Escolar e Creche do Lombo da Guiné

### Calheta
- Escola Básica do 1.º Ciclo com Pré-Escolar da Calheta - edifícios do Salão e do Lombo do Atouguia
- Escola Básica e Secundária da Calheta
- Jardim de Infância Apresentação de Maria (estabelecimento privado)

### Estreito da Calheta
- Escola Básica do 1.º Ciclo com Pré-Escolar do Estreito da Calheta

### Fajã da Ovelha
- Escola Básica dos 1.º, 2.º e 3.º Ciclos com Pré-Escolar Professor Francisco Manuel Santana Barreto - Fajã da Ovelha

### Prazeres
- Externato de São Francisco de Sales - Centros Educativos da Apresentação de Maria - Prazeres (estabelecimento privado)

## Município de Câmara de Lobos

### Câmara de Lobos
- Escola Básica do 1.º Ciclo com Pré-Escolar da Fonte da Rocha
- Escola Básica do 1.º Ciclo com Pré-Escolar da Lourencinha
- Escola Básica do 1.º Ciclo com Pré-Escolar de Câmara de Lobos
- Escola Básica do 1.º Ciclo com Pré-Escolar do Rancho e Caldeira
- Escola Básica do 1.º Ciclo com Pré-Escolar Ribeiro de Alforra
- Escola Básica dos 2.º e 3.º Ciclos da Torre
- Escola Básica e Secundária Dr. Luís Maurílio da Silva Dantas (Escola Básica e Secundária do Carmo até 2011)
- Externato Espírito Santo (estabelecimento privado)[3]
- Centro Social Paroquial de Santa Cecília (estabelecimento privado)
- Creche O Golfinho II (estabelecimento privado)
- Infantário O Golfinho (estabelecimento privado)
- Infantário Universo dos Traquinas (estabelecimento privado)

### Curral das Freiras
- Escola Básica dos 1.º, 2.º e 3.º Ciclos com Pré-Escolar e Creche do Curral das Freiras

### Estreito de Câmara de Lobos
- Escola Básica do 1.º Ciclo com Pré-Escolar da Marinheira
- Escola Básica do 1.º Ciclo com Pré-Escolar da Vargem
- Escola Básica do 1.º Ciclo com Pré-Escolar do Covão
- Escola Básica do 1.º Ciclo com Pré-Escolar do Estreito de Câmara de Lobos
- Escola Básica do 1.º Ciclo com Pré-Escolar do Garachico
- Escola Básica dos 2.º e 3.º Ciclos do Estreito de Câmara de Lobos
- Infantário Fundação D. Jacinta Ornelas Pereira (estabelecimento privado)

### Jardim da Serra
- Escola Básica do 1.º Ciclo com Pré-Escolar do Jardim da Serra

### Quinta Grande
- Escola Básica do 1.º Ciclo com Pré-Escolar da Quinta Grande

## Município do Funchal
- Universidade da Madeira

### Imaculado Coração de Maria
- Escola Básica dos 1.º, 2.º e 3.º Ciclos com Pré-Escolar Bartolomeu Perestrelo
- Escola da APEL (Associação Promotora do Ensino Livre)
- Instituto de Educação Técnica de Seguros
- International Sharing School (antiga Madeira Multilingual School e, antes, Escola Britânica da Madeira)
- Quinta dos Traquinas (Associação de Socorros Mútuos "4 de Setembro de 1862") (estabelecimento privado)

### Monte
- Creche do Livramento (estabelecimento privado)
- Colégio Infante D. Henrique (estabelecimento privado)
- Escola Básica do 1.º Ciclo com Pré-Escolar do Livramento
- Escola Básica do 1.º Ciclo com Pré-Escolar do Tanque (Monte)
- Fundação Santa Luísa de Marillac (estabelecimento privado)

### Santa Luzia
- CELFF - Centro de Estudos, Línguas e Formação do Funchal
- Colégio de Santa Teresinha (estabelecimento privado)
- Escola Básica do 1.º Ciclo com Pré-Escolar da Pena
- Escola Secundária Dr. Ângelo Augusto da Silva (antiga Escola da Levada)
- Escola Secundária Francisco Franco (antiga Escola Industrial e Comercial do Funchal)
- Infantário Donamina - Cruz Vermelha (estabelecimento privado)
- Infantário O Pimpão (estabelecimento privado)
- ISAL - Instituto Superior de Administração e Línguas (estabelecimento privado)
- Jardim de Infância O Polegarzinho (estabelecimento privado)

### Santa Maria Maior
- Escola Básica do 1.º Ciclo com Pré-Escolar da Visconde Cacongo
- Escola Básica do 1.º Ciclo com Pré-Escolar do Ribeiro Domingos Dias
- Escola Básica do 1.º Ciclo com Pré-Escolar e Creche Professor Eleutério de Aguiar
- Escola Básica do 1.º Ciclo com Pré-Escolar de São Filipe
- Escola Básica dos 2.º e 3.º Ciclos dos Louros
- Escola Secundária Jaime Moniz (antigo Liceu de Jaime Moniz)
- Externato Adventista (estabelecimento privado)
- Colégio da Rochinha
- Colégio Salesianos Funchal (estabelecimento privado)

### Santo António
- Escola Básica do 1.º Ciclo com Pré-Escolar da Ladeira
- Escola Básica do 1.º Ciclo com Pré-Escolar do Boliqueime
- Escola Básica do 1.º Ciclo com Pré-Escolar e Creche de Santo Amaro
- Escola Básica dos 2.º e 3.º Ciclos de Santo António
- Centro de Formação Profissional da Madeira (do Instituto para a Qualificação IP-RAM)
- Centro Social e Paroquial da Graça (estabelecimento privado)
- Colégio do Marítimo (estabelecimento privado)
- Infantário A Cidade dos Brinquedos (estabelecimento privado)
- Infantário Refúgio do Bebé II (estabelecimento privado)
- Infantário Toca dos Traquinas (estabelecimento privado)

### São Gonçalo
- Escola Básica do 1.º Ciclo com Pré-Escolar e Creche de São Gonçalo

### São Martinho
- Escola Básica do 1.º Ciclo com Pré-Escolar da Ajuda
- Escola Básica do 1.º Ciclo com Pré-Escolar da Lombada (Quebradas)
- Escola Básica do 1.º Ciclo com Pré-Escolar de São Martinho
- Escola Básica do 1.º Ciclo com Pré-Escolar do Areeiro
- Escola Básica do 1.º Ciclo com Pré-Escolar e Creche da Nazaré
- Escola Básica e Secundária Gonçalves Zarco
- Escola Profissional de Hotelaria e Turismo da Madeira
- Escola Profissional Dr. Francisco Fernandes (do Instituto para a Qualificação IP-RAM)
- Instituto Profissional de Transportes e Logística da Madeira

### São Pedro
- Auxílio Maternal do Funchal (estabelecimento privado)
- Colégio de Apresentação de Maria (estabelecimento privado)
- Escola Básica do 1.º Ciclo com Pré-Escolar da Cruz de Carvalho
- Escola Básica dos 2.º e 3.º Ciclos Dr. Horácio Bento Gouveia
- Escola de São João - Externato (estabelecimento privado)
- Escola Dona Olga de Brito (estabelecimento privado)
- Escola Internacional da Madeira (estabelecimento privado)
- Escola Maria Eugénia Canavial (estabelecimento privado)
- Escola Profissional de Agentes de Serviço e Apoio Social
- Externato Júlio Dinis (estabelecimento privado)
- Cambridge School Funchal (estabelecimento privado)
- Centro Infantil Maria Eugénia Canavial (estabelecimento privado)

### São Roque
- Escola Básica do 1.º Ciclo com Pré-Escolar da Achada
- Escola Básica do 1.º Ciclo com Pré-Escolar do Galeão
- Escola Básica do 1.º Ciclo com Pré-Escolar do Lombo Segundo
- Escola Básica dos 2.º e 3.º Ciclos Dr. Eduardo Brazão de Castro
- Centro de Reabilitação Psicopedagógica da Sagrada Família (estabelecimento privado)

### Sé
- Academia de Línguas da Madeira
- Conservatório e Escola Profissional das Artes Eng. Luiz Peter Clode
- Escola Básica do 1.º Ciclo com Pré-Escolar dos Ilhéus
- Escola Profissional Atlântico
- Escola Profissional Cristóvão Colombo
- Externato Bom Jesus (estabelecimento privado)
- Externato Princesa D. Maria Amélia (estabelecimento privado)
- Infantário Rainha Sílvia (estabelecimento privado)
- Jardim de Infância Nossa Senhora da Conceição (estabelecimento privado)
- Qualificar - Formação Profissional

## Município de Machico

### Água de Pena
- Escola Básica do 1.º Ciclo com Pré-Escolar e Creche da Água de Pena

### Caniçal
- Escola Básica do 1.º Ciclo com Pré-Escolar e Creche do Caniçal
- Escola Básica dos 2.º e 3.º Ciclos do Caniçal

### Machico
- Escola Básica do 1.º Ciclo com Pré-Escolar dos Maroços
- Escola Básica do 1.º Ciclo com Pré-Escolar e Creche Engenheiro Luís Santos Costa
- Escola Básica e Secundária de Machico
- Externato Sant' Ana (estabelecimento privado)
- Infantário Rainha Santa Isabel - Santa Casa da Misericórdia de Machico (estabelecimento privado)

### Porto da Cruz
- Escola Básica dos 1.º, 2.º e 3.º Ciclos com Pré-Escolar do Porto da Cruz

### Santo António da Serra
- Escola Básica do 1.º Ciclo com Pré-Escolar e Creche de Santo António da Serra

## Município da Ponta do Sol

### Canhas
- Escola Básica do 1.º Ciclo com Pré-Escolar de Carvalhal e Carreira
- Escola Básica do 1.º Ciclo com Pré-Escolar do Lombo dos Canhas
- Escola Básica do 1.º Ciclo com Pré-Escolar do Vale e Cova do Pico
- Infantário Pirilampo Mágico

### Ponta do Sol
- Escola Básica do 1.º Ciclo com Pré-Escolar da Lombada (Ponta do Sol)
- Escola Básica do 1.º Ciclo com Pré-Escolar e Creche da Ponta do Sol
- Escola Básica do 1.º Ciclo com Pré-Escolar do Lombo de São João
- Escola Básica e Secundária da Ponta do Sol

## Município do Porto Moniz

### Porto Moniz
- Escola Básica do 1.º Ciclo com Pré-Escolar e Creche do Porto Moniz
- Escola Básica e Secundária do Porto Moniz

## Município do Porto Santo

### Porto Santo
- Escola Básica do 1.º Ciclo com Pré-Escolar e Creche do Campo de Baixo
- Escola Básica do 1.º Ciclo com Pré-Escolar do Porto Santo - edifícios do centro da cidade (sede e 1.º ciclo) e do Farrobo (pré-escolar)
- Externato Nossa Senhora da Conceição (estabelecimento privado)
- Escola Básica e Secundária Professor Dr. Francisco de Freitas Branco

## Município da Ribeira Brava

### Campanário
- Creche do Campanário (estabelecimento privado)
- Escola Básica do 1.º Ciclo com Pré-Escolar da Corujeira
- Escola Básica do 1.º Ciclo com Pré-Escolar do Campanário
- Escola Básica dos 2.º e 3.º Ciclos Cónego João Jacinto Gonçalves de Andrade

### Ribeira Brava
- Escola Básica do 1.º Ciclo com Pré-Escolar e Creche da Ribeira Brava
- Escola Básica do 1.º Ciclo com Pré-Escolar do Lombo de São João e São Paulo - edifícios do Lombo de São João e de São Paulo
- Escola Básica e Secundária Padre Manuel Álvares

### Serra de Água
- Escola Básica do 1.º Ciclo com Pré-Escolar da Serra de Água

### Tabua
- Escola Básica do 1.º Ciclo com Pré-Escolar da Tabua

## Município de Santa Cruz

### Camacha
- Escola Básica do 1.º Ciclo com Pré-Escolar da Camacha
- Escola Básica do 1.º Ciclo com Pré-Escolar do Rochão
- Escola Básica dos 2.º e 3.º Ciclos Dr. Alfredo Ferreira Nóbrega Júnior
- Externato Santo Condestável (estabelecimento privado)
- Infantário Quintinha dos Janotas I (estabelecimento privado)

### Caniço
- Creche O Principezinho (estabelecimento privado)
- Escola Básica do 1.º Ciclo com Pré-Escolar da Assomada
- Escola Básica do 1.º Ciclo com Pré-Escolar das Figueirinhas
- Escola Básica do 1.º Ciclo com Pré-Escolar do Caniço
- Escola Básica dos 2.º e 3.º Ciclos do Caniço
- Infantário A Quinta (estabelecimento privado)
- Infantário Academia da Fantasia (estabelecimento privado)
- Infantário Estrelinhas do VIP (estabelecimento privado)

### Gaula
- Escola Básica do 1.º Ciclo com Pré-Escolar Dr. Clemente Tavares - Gaula
- Externato São Francisco de Sales - Centros Educativos da Apresentação de Maria - Gaula (estabelecimento privado)

### Santa Cruz
- Escola Básica do 1.º Ciclo com Pré-Escolar e Creche de Santa Cruz
- Escola Básica e Secundária de Santa Cruz

### Santo António da Serra
- Externato Arendrup (estabelecimento privado)

## Município de Santana

### Faial
- Edifício do Faial da Escola Básica do 1.º Ciclo com Pré-Escolar e Creche do Faial e São Roque do Faial (sede da escola)

### Santana
- Escola Básica do 1.º Ciclo com Pré-Escolar e Creche de Santana - edifício sede e edifícios do Caminho Chão e do Colminho
- Escola Básica e Secundária Bispo D. Manuel Ferreira Cabral
- Externato Sagrada Família (estabelecimento privado)

### São Jorge
- Escola Básica do 1.º Ciclo com Pré-Escolar e Creche de São Jorge
- Escola Básica dos 2.º e 3.º Ciclos de S. Jorge - Cardeal D. Teodósio de Gouveia

### São Roque do Faial
- Edifício de São Roque do Faial da Escola Básica do 1.º Ciclo com Pré-Escolar e Creche do Faial e São Roque do Faial

## Município de São Vicente

### Boaventura
- Edifício de Boaventura da Escola Básica do 1.º Ciclo com Pré-Escolar de Ponta Delgada e Boaventura

### Ponta Delgada
- Edifício de Ponta Delgada da Escola Básica do 1.º Ciclo com Pré-Escolar de Ponta Delgada e Boaventura
- Creche do Centro Social e Paroquial do Bom Jesus - Ponta Delgada (estabelecimento privado)

### São Vicente
- Escola Básica do 1.º Ciclo com Pré-Escolar e Creche de São Vicente
- Escola Básica e Secundária D. Lucinda Andrade